# Жильцова, Светлана Алексеевна
Светла́на Алексе́евна Жильцо́ва (род. 30 ноября 1936, Москва, СССР) — советский диктор Центрального телевидения Гостелерадио СССР, телеведущая; заслуженная артистка РСФСР (1978).
Ведущая программы «КВН» в паре с  Александром Масляковым с 1964 года по 1972 год (до временного закрытия программы). В 1986 году Светлане Александровне предложили снова вести программу, однако, она отказалась, с тех пор  до 2022 года программу вёл Александр Масляков

## Биография
Светлана Алексеевна Жильцова родилась 30 ноября 1936 года в Москве.
Будучи школьницей, начала заниматься в студии художественного слова при Московском дворце пионеров.
После школы поступила в Институт иностранных языков на английский педагогический факультет.
Карьеру на телевидении начала на IV курсе в совместном проекте телевидения СССР и Канады — в фильме о звёздах советской эстрады. Светлана Жильцова победила в конкурсе на роль диктора-переводчика.
По окончании вуза осталась работать на телевидении, где первоначально читала программы передач.
Вести передачи на первой программе ЦТ стала благодаря случаю: за два часа до прямой трансляции детского спортивного праздника ведущая Валентина Леонтьева почувствовала себя плохо, нужно было срочно искать замену. В итоге на стадион «Лужники» отправили Светлану Жильцову. Трансляция прошла успешно, после чего Жильцовой доверили вести многие детские, молодёжные и музыкальные циклы.
В первые годы работы Жильцову учила профессии диктор Всесоюзного радио Ольга Высоцкая.
Светлана Жильцова вела практически все детские передачи: «Весёлые нотки», «Будильник», «Спокойной ночи, малыши», тележурнал «Пионер», различные молодёжные викторины.
С 1963 года была ведущей программы «КВН». Именно он и стал её звёздным часом.
Несколько лет Светлана Жильцова также была ведущей программы «Песня года» (1976—1979). Неоднократно принимала участие в передачах «Будильник», «Утренняя почта», «Огонёк», «Музыкальный киоск», «По вашим письмам». Вела концерты.
Принимала участие в учебных телевизионных программах на Центральном Телевидении по английскому языку для учащихся средних школ и вузов СССР «People Speaking».
Дважды была в Японии, где вела программы о русском языке.
В 1986 году её пригласили вести возрождённый КВН, но она отказалась, и Александр Масляков стал вести передачу сам, без соведущей.
В 1993 году ушла из эфира.
Сейчас Светлана Жильцова на пенсии, преподаёт в Высшей национальной Школе телевидения.

## Признание и награды
- Заслуженная артистка РСФСР (20 декабря 1978).
- Орден Почёта (16 ноября 2011) — за большие заслуги в развитии отечественного телерадиовещания и многолетнюю плодотворную деятельность[4]

## В кино
В качестве ведущей КВН вместе с Александром Масляковым появляется в фильме «Смеханические приключения Тарапуньки и Штепселя» (эпизод, 1970).

### Фильмография
- 1954 — Надежда — эпизод
- 1962 — Голубой огонёк —1962 (фильм-спектакль)
- 1963 — Голубой огонёк —1963 (фильм-спектакль) — диктор на «Голубом огоньке»
- 1964 — Голубой огонёк. 25 лет советскому телевидению (фильм-спектакль) — ведущая
- 1970 — Смеханические приключения Тарапуньки и Штепселя — ведущая
- 1974 — Тореадор (фильм-спектакль) — ведущая
- 1984 — Зудов, вы уволены! — диктор телевидения